# La Navarreria

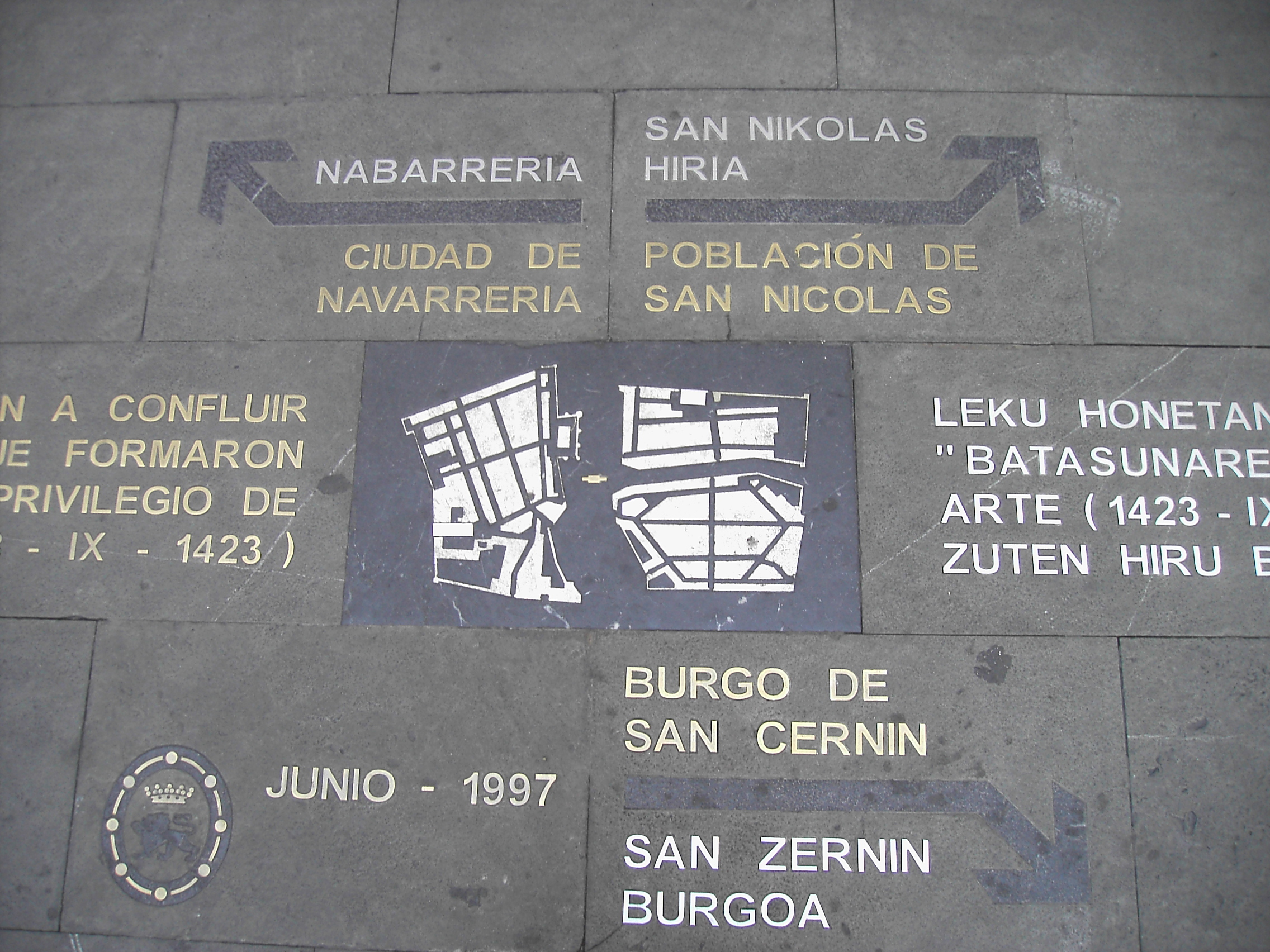
Placa a Pamplona que fa menció al barri de La Navarreria i els altres dos de la ciutat

La Navarreria, en basc Nafarreria o Nabarreria i en castellà La Navarrería, és un barri històric de la ciutat de Pamplona al voltant de la catedral. Rep aquest nom des de l'edat mitjana, ja que allí es concentrava la població autòctona bascoparlant de Navarra mentre a la resta de la ciutat hi vivien sobretot els francs.
També es deien Navarreria els nuclis antics d'altres localitats de Navarra com els de Puente la Reina, Estella-Lizarra, etc. que veien incrementada la seva població, per iniciativa del reis de Navarra, amb francs d'Occitània per aprofitar l'activitat econòmica generada pel Camí de Sant Jaume. Sembla que a la Navarreria de Pamplona estava situada a la Pompaelo romana.
Al segle xi Pamplona era una petita ciutat envoltada d'una muralla. A finals de segle per tal d'enfortir la ciutat els reis de Navarra la poblaren amb francs principalment provinents de Tolosa de Llenguadoc que eren principalment mercaders i artesans. Amb això també contrataven amb els navarresos autòctons que eren principalment ramaders i agricultors. El reis prohibiren per llei als autòctons navarresos exercir els oficis de mercaders i d'artesans.
Hi va haver conflictes entre la Navarreria i els barris veïns de Pamplona, l'any 1276 hi va haver l'anomenada Guerra de la Navarreria, quan amb l'ajuda de França la revolta de La Navarreria va ser sufocada i durant 50 anys el barri navarrès restà destruït i no va ser fins a l'any 1324 quan es va reconstruir.
L'any 1423 els tres barris es van unir en un de sol sota el Privilegi de la Unió. Actualment el carrer Navarrería de Pamplona marca el lloc on es trobava el barri de la Navarreria.